# SN 1954Y
SN 1954Y – niepotwierdzona supernowa odkryta 1 kwietnia 1954 roku w galaktyce M+03-35-37. W momencie odkrycia miała maksymalną jasność 19,40m.